# تیم ملی فوتسال صربستان
تیم ملی فوتسال صربستان نماینده صربستان در مسابقات بین‌المللی فوتسال و یکی از تیم‌های فوتسال اروپایی است.